# Chira Apostol

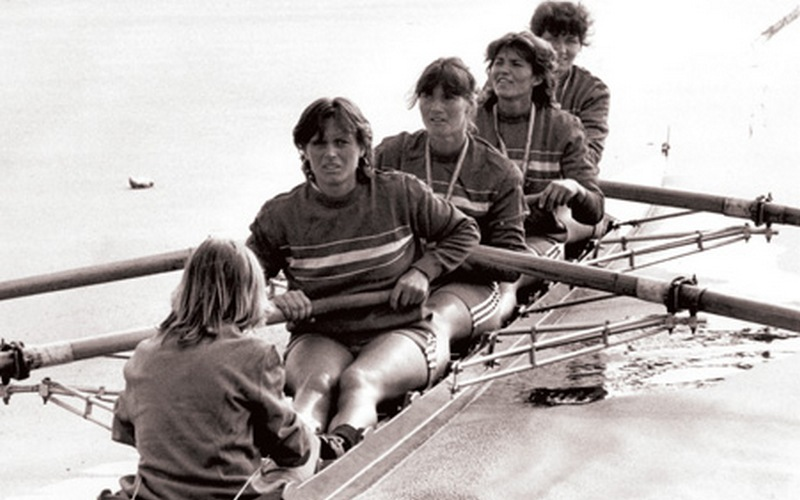
Echipa de canotaj 4+1 rame la JO 1984

Chira Apostol (Stoian după casătorie; n. 1 iunie 1960, Alexeni, România) este o canotoare română, laureată cu aur la Los Angeles 1984.
În 2004 a fost decorată cu Ordinul „Meritul Sportiv” clasa I.

## Legături externe
- Chira Apostol la Comitetul Olimpic și Sportiv Român (arhivat)
- en Chira Apostol la Olympedia.org